# إليزه جاين ويلسون
إليزه جاين ويلسون (بالإنجليزية: Elsie Jane Wilson)‏ هي كاتِبة ومخرجة وممثلة أمريكية وأسترالية، ولدت في 7 نوفمبر 1890 بسيدني في أستراليا، وتوفيت في 16 يناير 1965 بلوس أنجلوس في الولايات المتحدة.

## وصلات خارجية
- إليزه جاين ويلسون على موقع IMDb (الإنجليزية)
- إليزه جاين ويلسون على موقع أول موفي (الإنجليزية)
- إليزه جاين ويلسون على موقع قاعدة بيانات الأفلام السويدية (السويدية)
- إليزه جاين ويلسون على موقع قاعدة بيانات الفيلم (الإنجليزية)
- إليزه جاين ويلسون على موقع كينوبويسك (الروسية)